# Kdeedu
kdeedu je balíček výukového softwaru z projektu KDE Education Project (podprojekt KDE).

## Seznam softwaru

### Jazyky
- Kanagram – hra anagram
- KHangMan – hra hangman
- KitenKiten – výuka japonštiny
- KLettres – výuka abecedy a čtení slabik
- KVerbos – studium slovesných forem španělštiny
- KWordQuiz – výuka slovíček

### Matematika
- KBruch – úlohy s jednoduchými zlomky
- Kig – učení geometrie
- KmPlot – vykreslovač grafů matematických funkcí
- KPercentage – počítání s procenty
- KAlgebra – kalkulačka založená na MathML

### Různé
- blinKen – počítačová verze hry Simon řekl
- KGeography – výuka geografie
- KTouch
- KTurtle

### Věda
- Kalzium – peridická tabulka prvků
- KStars – planetárium
- Step – simulátor fyziky
- KSimus – simulátor elektronických obvodů

### Učitelské pomůcky
- KEduca – tvorba testů a zkoušek pro studenty

## Software ve vývoji
- eqchem – chemické rovnice
- Kard
- KMathTool – kolekce matematických kalkulaček
- Kalcul
- Parley